# Медаковић (презиме)
Медаковић је српско презиме.
Списак особа са презименом Медаковић:
- Данило Медаковић (1819–1881) – историчар
- Милорад Медаковић (1824–1897) – историчар, новинар и дипломата
- Богдан Медаковић (1852–1923) – политичар
- Дејан Медаковић (1922–2008) – историчар, академик САНУ
- Павле Медаковић (1953) – диригент
- Мирна Медаковић (1985) – глумица